# San Tan Valley
San Tan Valley – jednostka osadnicza w Stanach Zjednoczonych, w stanie Arizona, w hrabstwie Pinal. Jest częścią obszaru metropolitalnego Phoenix. 